# Ávine
Ávine Júnior Cardoso, mais conhecido como Ávine (Aimorés, 21 de fevereiro de 1988), é um ex-futebolista brasileiro que atuava como lateral-esquerdo e meia.

## Carreira

### Bahia
Ávine foi lançado ao time profissional do Bahia em 2006 no Campeonato Baiano, onde começou a se destacar, fez sucesso em pouco tempo. Famoso pela sua raça, velocidade e habilidade, Ávine foi um dos grandes destaques do Esporte Clube Bahia na Série B de 2008.

### Santo André
Em 2009, foi emprestado ao Santo André, onde se destacou, porém foi devolvido ao tricolor baiano um jogo antes do fim do Brasileirão por indisciplina. Apesar disso, saiu do clube paulista com moral.

### Retorno ao Bahia
Em 2010, voltou de empréstimo do Santo André, e foi titular absoluto da equipe comandada por Márcio Araújo, no time que levou o Bahia de volta à elite do futebol nacional. Antes, foi eleito pela Federação Bahiana de Futebol, o melhor lateral-esquerdo do Campeonato Baiano de 2010, feito repetido na edição de 2011.
Ao contrário de seu começo no time profissional do Bahia, Ávine, no seu retorno, evoluiu, e,  desde então, foi titular na equipe.  Antes contestado por boa parte da torcida do Bahia, com ótimas atuações na subida do time para a Série A.
Em 2011, Ávine conseguiu belas atuações no brasileirão do ano, entrando por algumas vezes na seleção da rodada, e lembrado principalmente pelos seus belos lances e dribles desconsertantes. Atualmente, uma série de lesões fez com que ele entrasse num longo período de recuperação, e com isso está sem atuar com regularidade, desde o ano de 2012.

### Seleção Brasileira
O talento de Ávine o fez ser convocado para a Seleção Brasileira Sub-17 em cinco oportunidades.

## Títulos
Bahia
- Taça Estado da Bahia: 2007
- Campeonato Baiano: 2012,[3] 2014, 2015

## Prêmios Individuais
- Melhor lateral-esquerdo do Campeonato Baiano de 2010.
- Melhor lateral-esquerdo do Campeonato Brasileiro da Série B de 2010.
- Melhor lateral-esquerdo do Campeonato Baiano de 2011.